# Harald zur Hausen
Harald zur Hausen là một nhà khoa học người Đức. Ông đã được trao Giải Nobel Y học năm 2008 vì công trình khám phá siêu vi trùng Humane Papillommm Virus (HPV), tác nhân gây bệnh ung thư cổ tử cung. Ông đã đưa ra một định đề quan trọng chống lại chủ nghĩa y khoa giáo điều: ung thư cổ tử cung do một loại Herpes gây ra. Khám phá của ông đã giúp cho ngành y chế tạo các loại thuốc ngừa thích hợp cho căn bệnh này. Ông đoạt giải Nobel Y khoa năm 2008 cùng với nhà khoa học Pháp Françoise Barré-Sinoussi và Luc Montagnier.

## Tiểu sử
Harald zur Hausen sinh ngày 11 tháng 3 năm 1936 tại Gelsenkirchen, Cộng hòa Liên bang Đức. Ông học y khoa tại Bonn, Hamburg và Dusseldorf.

## Sự nghiệp
Sau khi làm xong luận án tiến sĩ khoa học, ông đã làm việc tại Viện vi sinh học thuộc Đại học Dusseldorf rồi sau đó chuyển qua bệnh viện ở Philadelphia ở Hoa Kỳ.
Từ năm 1977 đến năm 1983, ông là giáo sư thực thụ và giảng dạy tại Đại học Freiburg, Đức. Từ năm 1983 đến khi về hưu, ông cho xây dựng và làm giám đốc Trung tâm nghiên cứu ung thư Deutschen Krebsforchungszentrum ở Heidelberg. Hiện nay đây là một trong những trung tâm nghiên cứu ung thư nổi tiếng nhất thế giới. Harald zur Hausen đã nhận được nhiều giải thưởng quốc tế quan trọng khác như giải Robert-Koch (1975), Paul-Ehrlich và Ludwig-Darmstaedter (1994), giải Ernst-Jung-Preis (1996). Năm 1999, ông nhận được giải Charles Rodolphe Brupbacher về nghiên cứu ung thư của chính phủ Thụy Sĩ, giải thưởng Raymond Bourgine năm 2006. Ông cũng đã viết sách Nhiễm sắc thể và lòng tin: một nhà tù vô hình.

## Sách báo
- Gegen Krebs – die Geschichte einer provokativen Idee.[1] Rowohlt 2010. ISBN 978-3-498-03001-8
- Was tun gegen Krebs? Audio-CD, 76 Minuten. Konzeption und Regie: Klaus Sander. Erzähler: Harald zur Hausen. Berlin: supposé 2008. ISBN 978-3-932513-84-8
- Infections Causing Human Cancer. Weinheim: Wiley-VCH 2006. ISBN 978-3-527-31056-2
- Genom und Glaube. Der unsichtbare Käfig. Berlin: Springer 2001.
- Papillomviren und Krebserreger, Geburtshilfe und Frauenheilkunde 58 (1998) 291–296, Online unter  Lưu trữ ngày 15 tháng 10 năm 2014 tại Wayback Machine

## Sách vở về Harald zur Hausen
- C. Eberhard-Metzger und S. Seltmann: Harald zur Hausen – Nobelpreis für Medizin 2008. (PDF; 10,9 MB) Deutsches Krebsforschungszentrum (Herausgeber)